# Nagri Kalan
Nagri Kalan là một thị trấn thống kê (census town) của quận Dhanbad thuộc bang Jharkhand, Ấn Độ.

## Nhân khẩu
Theo điều tra dân số năm 2001 của Ấn Độ, Nagri Kalan có dân số 7693 người. Phái nam chiếm 54% tổng số dân và phái nữ chiếm 46%. Nagri Kalan có tỷ lệ 59% biết đọc biết viết, thấp hơn tỷ lệ trung bình toàn quốc là 59,5%: tỷ lệ cho phái nam là 70%, và tỷ lệ cho phái nữ là 46%. Tại Nagri Kalan, 16% dân số nhỏ hơn 6 tuổi.